# المعايير الصناعية اليابانية

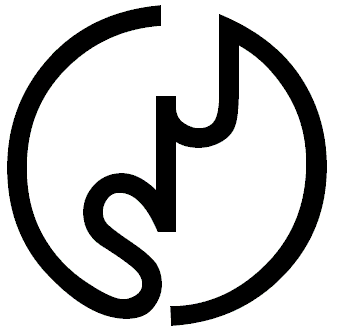
الرمز القديم (مستخدم حتى 30 سبتمبر 2008)، تم تضمين هذا الرمز في يونيكود نظرًا لأن الإصدار 1.0.1 هو U + 3004 〄 الرمز القياسي الياباني الصناعي.

المعايير الصناعية اليابانية (日本工業規格 Nihon Kōgyō Kikaku) تحدد المعايير المستخدمة للأنشطة الصناعية في اليابان، ويتم تنسيق عملية التوحيد من قبل لجنة المعايير الصناعية اليابانية ويتم نشرها من خلال جمعية المعايير اليابانية.
تتكون لجنة المعايير الصناعية اليابانية من العديد من اللجان الوطنية وتلعب دورًا حيويًا في توحيد الأنشطة في اليابان.

## التاريخ

رمز JIS (تم تبنيه في 1 أكتوبر 2005). لا يوجد رمز يونيكود، ولا يوجد اقتراح لتضمين الكود.

في فترة مييجي، كانت الشركات الخاصة مسؤولة عن وضع المعايير على الرغم من أن الحكومة اليابانية لديها معايير مواصفات شراء لبعض المواد، مثل الذخائر، وقد تم تلخيصه المعايير الصناعية اليابانية لتشكيل معيار رسمي (معيار ياباني قديم) في عام 1921، وخلال الحرب العالمية الثانية، تم وضع معايير مبسطة لزيادة إنتاج المواد الغذائية.
ثم تأسست جمعية المعايير اليابانية الحالية بعد هزيمة اليابان في الحرب العالمية الثانية في عام 1945، لتقوم بإصدار لوائح لجنة المعايير الصناعية اليابانية في عام 1946، تم تشكيل المعايير اليابانية (جديد JES).
وتم تنقيح قانون التوحيد الصناعي في عام 2004 وتم تغيير«علامة JIS» (نظام اعتماد المنتج)، منذ 1 أكتوبر 2005، تم تطبيق علامة جديدة عند إعادة التصديق.
سمح باستخدام العلامة القديمة خلال فترة الانتقال الممتدة لثلاث سنوات (حتى 30 سبتمبر 2008)، وتمكن كل مصنع من الحصول على شهادة جديدة أو تجديد بموجب موافقة السلطة من استخدام العلامة الجديدة. ولذلك، حصلت جميع المنتجات اليابانية المعتمدة على العلامة الجديدة منذ 1 أكتوبر 2008.